# Stephanodoria tomentella
 Stephanodoria tomentella    (B.L.Rob.) Greene, 1895  è una specie di piante angiosperme dicotiledoni della famiglia delle Asteraceae, sottofamiglia Asteroideae,  tribù Astereae (North American lineage) e sottotribù Machaerantherinae.  Stephanodoria tomentella è anche l'unica specie del genere  Stephanodoria  Greene, 1895 .

## Etimologia
Il nome scientifico della specie è stato definito dai botanici Benjamin Lincoln Robinson (1864-1935) e Edward Lee Greene (1843-1915) nella pubblicazione " Erythea; a Journal of Botany, West American and General. Berkeley, CA" ( Erythea 3: 12) del 1895. Il nome scientifico del genere è stato definito nella stessa pubblicazione.

## Descrizione
Portamento. La specie di questa voce ha un habitus di tipo erbaceo perenne. Le varie parti di questa pianta sono ricoperte di ghiandole stipitate e peli irti.
Fusto. La parte aerea in genere è eretta, semplice o ramosa. 
Foglie. Le foglie basali sono persistenti e subpicciolate. Le foglie lungo il caule sono disposte in modo alternato, sessile e sono più ridotte; la lamina è intera con forme da obovate a oblungo-ellittiche; la pagina fogliare può essere glabra.
Infiorescenza. Le sinflorescenze sono composte da 2 - 6 capolini raccolti in sciolte formazioni corimbose o in altro modo. Le infiorescenze vere e proprie sono composte da un capolino terminale sessile di tipo radiato con fiori eterogami. I capolini sono formati da un involucro, con forme turbinate, composto da diverse brattee, al cui interno un ricettacolo fa da base ai fiori di due tipi: fiori del raggio e fiori del disco. Le brattee, patenti o riflesse e a consistenza erbacea, sono disposte in modo più o meno embricato e scalato su 5 - 7 serie. Il ricettacolo (senza pagliette) a protezione della base dei fiori ha delle forme piatte o da convesse a coniche.
Fiori.  I fiori sono tetra-ciclici (formati cioè da 4 verticilli: calice – corolla – androceo – gineceo) e pentameri (calice e corolla formati da 5 elementi). Si distinguono in:
- fiori del raggio (esterni): da 20 a 30 per capolino, sono femminili e sono disposti su 1 - 2 serie; la forma è ligulata (zigomorfa);
- fiori del disco (centrali): sono più numerosi con forme brevemente tubulose (attinomorfe); sono ermafroditi.

- Formula fiorale:

*/x K {\displaystyle \infty }, [C (5), A (5)], G 2 (infero), achenio
- Calice: i sepali del calice sono ridotti ad una coroncina di squame.

- Corolla: 
  - fiori del raggio: la forma della corolla alla base è più o meno tubulosa-imbutiforme, mentre all'apice è ligulata; la ligula può terminare con alcuni denti; il colore è giallo-oro;
  - fiori del disco: la forma è tubulare bruscamente divaricata in 5 lobi; i lobi, patenti o eretti, hanno una forma deltata o più o meno lanceolata; il colore è giallo.

- Androceo: l'androceo è formato da 5 stami sorretti da filamenti generalmente liberi; gli stami sono connati e formano un manicotto circondante lo stilo; le teche (produttrici del polline) alla base sono troncate e sono lievemente auricolate (molto raramente sono speronate o hanno una coda); le appendici apicali delle antere hanno delle forme piatte e lanceolate; il tessuto endoteciale (rivestimento interno dell'antera) è quasi sempre polarizzato (con due superfici distinte: una verso l'esterno e una verso l'interno). Il polline è sferico con un diametro medio di circa 25 micron;  è tricolporato (con tre aperture sia di tipo a fessura che tipo isodiametrica o poro) ed è echinato (con punte sporgenti).

- Gineceo: l'ovario è infero uniloculare formato da 2 carpelli. Lo stilo (il recettore del polline) è profondamente bifido (con due stigmi divergenti) e con le linee stigmatiche marginali separate. I due bracci dello stilo hanno una forma da lanceolata a deltoide e possono essere papillosi o ricoperti da ciuffi di peli.

Frutti. I frutti sono degli acheni con pappo: il corpo, compresso, con 2 - 3 nervature longitudinali, ha la forma da oblanceolata a oblunga-ellittica e superficie da glabra a strigosa. La corona del pappo si presenta ialina.

## Biologia
Impollinazione: tramite insetti (impollinazione entomogama tramite farfalle diurne e notturne).

Riproduzione: la fecondazione avviene fondamentalmente tramite l'impollinazione dei fiori.

Dispersione: i semi cadono a terra e vengono dispersi soprattutto da insetti come formiche (disseminazione mirmecoria). Un altro tipo di dispersione è zoocoria: gli uncini delle brattee dell'involucro (se presenti) si agganciano ai peli degli animali di passaggio che portano così i semi anche su lunghe distanze. Inoltre per merito del pappo il vento può trasportare i semi anche per alcuni chilometri (disseminazione anemocora).

## Distribuzione e habitat
La specie di questa voce è distribuita in Messico settentrionale.

## Sistematica
La famiglia di appartenenza di questa voce (Asteraceae o Compositae, nomen conservandum) probabilmente originaria del Sud America, è la più numerosa del mondo vegetale, comprende oltre 23.000 specie distribuite su 1.535 generi, oppure 22.750 specie e 1.530 generi secondo altre fonti (una delle checklist più aggiornata elenca fino a 1.679 generi). La famiglia attualmente (2021) è divisa in 16 sottofamiglie; la sottofamiglia Asteroideae è una di queste e rappresenta l'evoluzione più recente di tutta la famiglia.

### Filogenesi
La tribù Astereae (una delle 21 tribù della sottofamiglia Asteroideae) comprende circa 40 sottotribù. In base alle ultime ricerche nella tribù sono stati individuati (provvisoriamente) 5 principali lignaggi:
- Basal grade: include alcuni generi isolati, il gruppo "South American-Oceania",  alcune sottotribù africane e il gruppo dei generi legnosi del Madagascar.
- Bellis lineage: comprende le sottotribù eurasiatiche e una sottotribù africana.
- Aster lineage: include i generi asiatici di Asterinae e i principali gruppi dell'Australia e dell'Oceania.
- Baccharis lineage: include alcuni gruppi sudamericani.
- North American lineage: include la vasta gamma di sottotribù del Nordamerica, Messico e alcuni gruppi distribuiti nel Sudamerica.

Il genere  Stephanodoria (insieme alla sottotribù Machaerantherinae) è incluso nel lignaggio "North American lineage". Attualmente la sottotribù è suddivisa in 5 gruppi informali: Basal grade - Machaeranthera group - Haplopappus group - Xanthocephalum group - Lessingia group. Questo genere si trova nel "Xanthocephalum group".
I caratteri distintivi della specie Stephanodoria tomentella sono:
- i capolini sono sessili o sorretti da un breve peduncolo (0,5 – 1,0 mm) e disposti in modo corimboso;
- i fiori del raggio non sono appariscenti e appena più lunghi dell'involucro;
- i frutti acheni sono fortemente piatti;
- la corona del pappo si presenta ialina.

Il numero cromosomico delle specie di questo genere è: 2n = 12.

### Sinonimi
Sono elencati alcuni sinonimi per questa entità:
- Xanthocephalum tomentellum B.L.Rob.